# NGC 1613
NGC 1613 est une galaxie lenticulaire située dans la constellation de l'Éridan. NGC 1613 a été découverte par l'astronome français Édouard Stephan en 1881.

## Caractéristiques
Sa vitesse par rapport au fond diffus cosmologique est de 4 441 ± 18 km/s, ce qui correspond à une distance de Hubble de 65,5 ± 4,6 Mpc (∼214 millions d'al).